# プブリウス・フリウス・メドゥッリヌス・フスス
プブリウス・フリウス・メドゥッリヌス・フスス（ラテン語: Publius Furius Medullinus Fusus、- 紀元前464年）は共和政ローマ初期の政治家・軍人。紀元前472年に執政官（コンスル）を務めた。

## 出自
フススはパトリキであるフリウス氏族のフリウス・フスス家の出身である。紀元前464年の執政官スプリウス・フリウス・メドゥッリヌス・フススは兄弟である。

## 経歴
フススは紀元前472年に執政官に就任、同僚執政官はルキウス・ピナリウス・マメルキヌス・ルフスであった。彼らの執政官在任中に護民官ウォレロ・プブリリウス（en）は、護民官を平民のみが出席するトリブス民会が選出するというプブリリウス法（en）を提唱した（従来はクリア民会が選出しており、パトリキはそのクリエンテスを利用して選挙を左右出来た）。この法案の審議は紛糾し、翌年に持ち越された。
また、この年にウェスタの処女である、オルビニアとスニアという女性が男性と関係を持ったという罪で双方とも死刑となったという碑文が発見されている。ウェスタの処女はその名前の通り処女神であるウェスタの聖なる生活を支えるために処女であることが求められており、処女を失うことは冒涜と考えられていた。紀元前483年にもオッピアという処女が恐らく同じ罪で処刑されたことをリウィウスは記している
マルクス・テレンティウス・ウァロによると、ルフスとフススは暦の調整のためにピナリウス・フリウス法を制定したとする。ローマの暦は太陰暦に基づいていたため、2年に一度22日の閏月を入れて調整しており、その手順を決めたものと思われるが、詳細は不明である。

### その後
紀元前467年、ローマは前年に占領した海岸沿いのウォルスキ都市アンティウム（現在のアンツィオ）を植民市とした。フススは植民市建設のための三人委員会（Triumviri agro dando）の一員となっている。同僚はティトゥス・クィンクティウス・カピトリヌス・バルバトゥスとアウルス・ウェルギニウス・カエリオモンタヌスであった。彼らは最初の植民者に対して、土地を分配する任を負ったものの、希望者はわずかであった。
紀元前464年、フススは執政官に就任した兄弟のスプリウスと共にアエクイ族と戦った。このときローマ軍はアエクイ軍の罠にかかってしまい。フススは1,000に足りない兵士と共に敵軍の野営地の前に出てしまった。アエクイ軍は5,000を超えており、ローマ軍は勇敢に戦ったが全滅し、フススも戦死した。

## 参考資料

### 古代の資料
- ハリカルナッソスのディオニュシオス『ローマ古代誌』
- ティトゥス・リウィウス『ローマ建国史』

### 研究書
- Broughton, Thomas Robert Shannon (1951), The Magistrates of the Roman Republic, Philological Monograph No. 15, New York: American Philological Association, ISBN 0-89130-811-3
- King, Richard Jackson (2006), Desiring Rome: Male Subjectivity and Reading Ovid's Fasti, Ohio State University Press, ISBN 0-8142-1020-1